# ولاسی سینیافسکی
ولاسی سینیافسکی (استونیایی: Vlasiy Sinyavskiy؛ زادهٔ ۲۷ نوامبر ۱۹۹۶) بازیکن فوتبال اهل استونی است.
از باشگاه‌هایی که در آن بازی کرده‌است می‌توان به باشگاه فوتبال فلورا تالین اشاره کرد.
وی همچنین در تیم‌های ملی فوتبال زیر ۲۱ سال استونی، زیر ۲۳ سال استونی، و استونی بازی کرده‌است.